# Cái Răng (quận)
Cái Răng là một quận nội thành cũ thuộc thành phố Cần Thơ, Việt Nam.

## Địa lý
Quận Cái Răng nằm ở phía nam nội thành của thành phố Cần Thơ, có vị trí địa lý:
- Phía đông giáp thị xã Bình Minh và huyện Trà Ôn, tỉnh Vĩnh Long
- Phía tây giáp huyện Phong Điền
- Phía nam giáp huyện Châu Thành A và huyện Châu Thành, tỉnh Hậu Giang
- Phía bắc giáp quận Ninh Kiều.

Quận Cái Răng có diện tích 67,81 km², dân số năm 2024 là 110.141 người, mật độ dân số đạt 1.624 người/km².

## Hành chính
Quận Cái Răng có 7 đơn vị hành chính cấp xã trực thuộc, bao gồm 7 phường: Ba Láng, Hưng Phú, Hưng Thạnh, Lê Bình, Phú Thứ, Tân Phú, Thường Thạnh.
| P. Ba Láng P. Lê Bình P. Thường Thạnh P. Hưng Phú P. Hưng Thạnh P. Phú Thứ P. Tân Phú Quận Bình Thủy Quận Ninh Kiều Tỉnh Vĩnh Long Tỉnh Hậu Giang Huyện Phong Điền Bản đồ hành chính quận Cái Răng, thành phố Cần Thơ |

## Lịch sử
Từ thời Pháp thuộc cho đến năm 1975, Cái Răng là tên gọi nơi đặt quận lỵ quận Châu Thành thuộc tỉnh Cần Thơ và sau đó là tỉnh Phong Dinh thời Việt Nam Cộng hòa. Lúc bấy giờ, Cái Răng về mặt hành chánh vẫn thuộc địa bàn xã Thường Thạnh. Từ năm 1975, thị trấn Cái Răng chính thức được thành lập và trở thành đơn vị hành chánh cấp xã trực thuộc huyện Châu Thành. Trước năm 2004, Cái Răng vốn là thị trấn huyện lỵ của huyện Châu Thành thuộc tỉnh Cần Thơ cũ. Từ năm 2004, huyện Châu Thành thuộc về tỉnh Hậu Giang, đồng thời huyện lỵ cũng được dời về thị trấn Ngã Sáu. Như vậy, Cái Răng chính thức trở thành một quận thuộc thành phố Cần Thơ trực thuộc Trung ương từ năm 2004. Ngoài ra, thị trấn Cái Răng cũ cũng được chuyển thành phường Lê Bình. Hiện nay, trung tâm hành chính quận Cái Răng đã được dời về phường Phú Thứ.